# 赤島 (長崎県対馬市)
赤島（あかしま）は長崎県対馬市にある、架橋された離島である。

## 概要
隣接の沖ノ島とは赤島大橋（1979年11月竣工）で結ばれている。
赤島大橋が架橋されている部分は「猫瀬戸」呼ばれており、狭いうえに浅く時化ると船の難所であった。明治初期に広島県の向洋（現在の広島市南区の一部）から移住した橋本米助が私費で瀬戸の水路を開削し、船の往来が容易になった。
同島の北西部には埋め立てにより、地続きとなった泊島がある。

## 交通
厳原からバスで宮前→空港→万関→赤島